# Auckland Castle

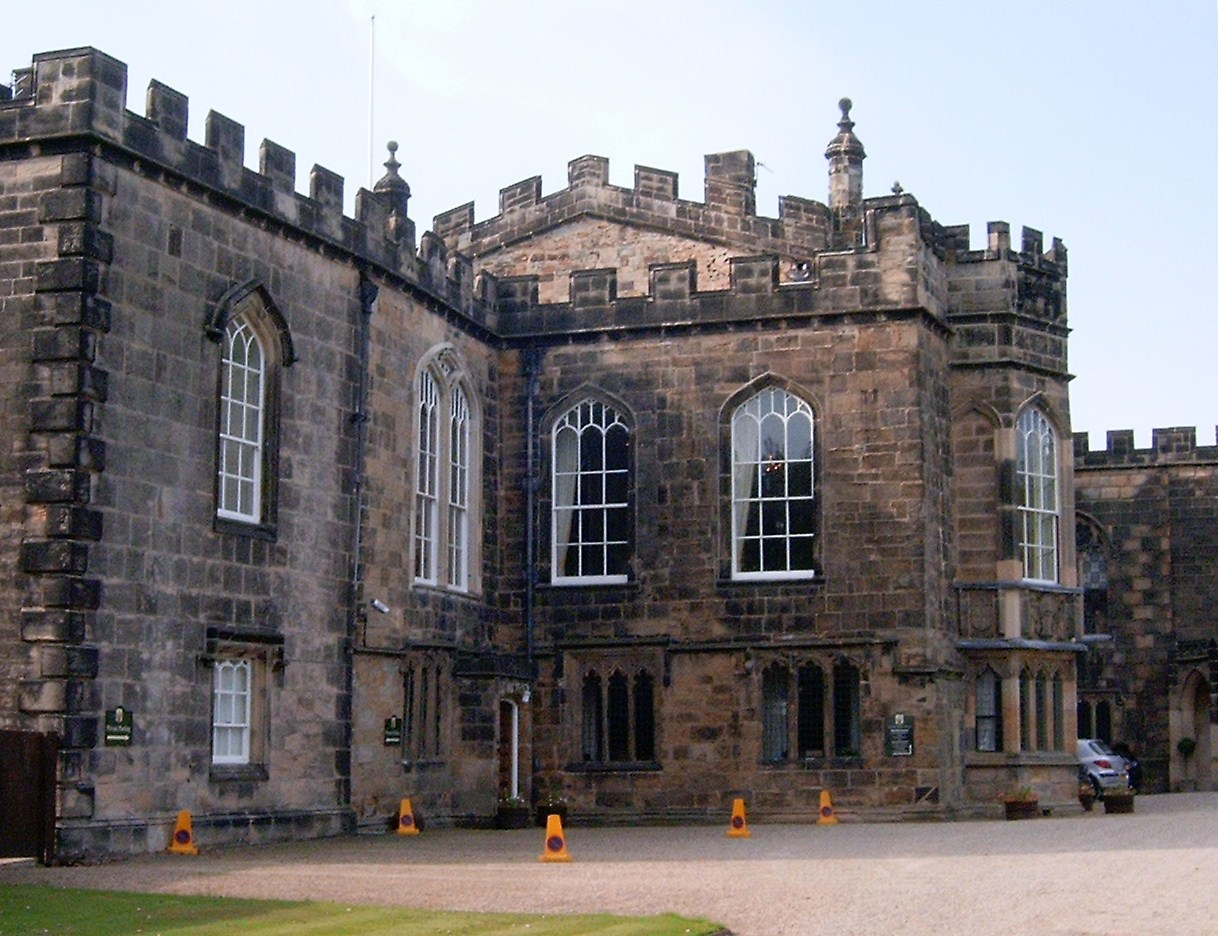
Auckland Castle

Auckland Castle (auch Auckland Palace oder in seiner näheren Umgebung Bishop’s Castle oder Bishop’s Palace) liegt in Bishop Auckland, einer Stadt in der englischen Grafschaft Durham.
Auckland Castle wurde als Jagdschloss gebaut und gehörte über 800 Jahre dem Fürstbischof von Durham und damit der Kirche von England. Das Schloss war ab 1832 der Hauptsitz der Bischöfe von Durham und wurde 2012 an den Auckland Castle Trust, einer gemeinnützigen Organisation zur Restaurierung des Schlosses und des Anwesens, übertragen. Außerdem wurden permanente Ausstellungen über die Geschichte der Christianisierung Großbritanniens und speziell des Nordostens Englands eingerichtet.
Obwohl das Schloss eher wie ein neugotisches Herrenhaus als eine mittelalterliche Festung aussieht, bleibt es einschließlich seines „Scotland Wing“ (dt.: schottischer Flügel) doch ein episkopaler Palast als Residenz und offizieller Hauptsitz des Bischofs von Durham. Der „Scotland Wing“ dient derzeit als Verwaltungsbüro für die Diözesanfinanzabteilung.
Das lange Speisezimmer beherbergt zwölf der dreizehn bekannten Gemälde von Francisco de Zurbarán aus dem 17. Jahrhundert, die Jakob und seine zwölf Söhne zeigen. Diese Gemälde hingen seit 250 Jahren in diesem Raum, der speziell für sie geplant und gebaut worden war. 2001 beschlossen die Church Commissioners den Verkauf der Kunstwerke, deren Wert man damals auf £ 20 Mio. schätzte, revidierten diesen Beschluss aber nach erneuten Überlegungen 2010.
Am 31. März 2011 gaben die Church Commissioners bekannt, dass die Pläne zum Verkauf der Gemälde wegen einer Spende in Höhe von £ 15 Mio. Von Jonathan Garnier Ruffer ad acta gelegt worden seien und die Gemälde zusammen mit dem Schloss dem Auckland Castle Trust überantwortet würden.
Das Schloss ist von 320 Hektar Parkland umgeben, das ursprünglich von den Bischöfen und ihrer Entourage als Jagdgebiet genutzt wurde und heute öffentlich zugänglich ist. Das Anwesen enthält sieben Gebäude, die von English Heritage als historische Gebäude I. Grades gelistet sind, darunter auch das 1760 errichtete Deer House im Auckland Castle Park, ein großes Gebäude mit Steinzinnen, das damals die Rehe schützen sollte und heute als Schauraum für die Besucher dient.

## Geschichte

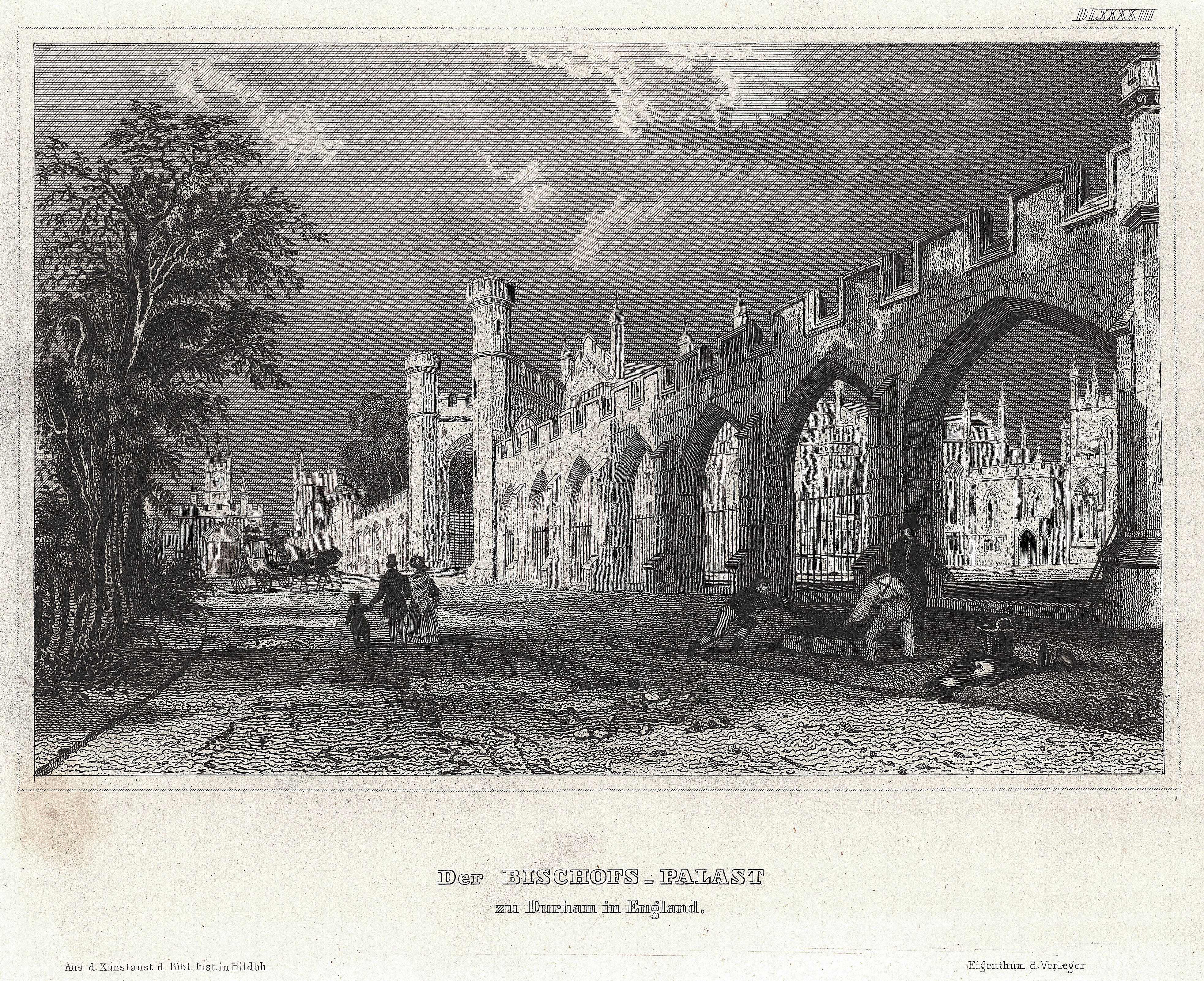
Auckland Castle um 1847

Um 1183 ließ Bischof Hugh de Puiset ein Herrenhaus auf dem Anwesen bauen. Bischof Antony Bek, der seine Residenz wegen der Nähe zu seinem Jagdgebiet vom Durham Castle nach Auckland verlegte, baute das Herrenhaus später zum Schloss um.
Nach der Auflösung der Kirche von England am Ende des ersten englischen Bürgerkrieges 1646 wurde Auckland Castle an Sir Arthur Hazelrigg verkauft, der den größten Teil des mittelalterlichen Gebäudes einreißen ließ, auch die originale zweistöckige Kapelle, und wieder ein Herrenhaus bauen ließ. Nach der Restauration der Monarchie ließ Fürstbischof Joseph Cosin wiederum Hazelriggs Herrenhaus zerstören und das Schloss wieder aufbauen, wobei er den Bankettsaal in die heute noch erhaltene Kapelle verwandeln ließ.
1756 kaufte Bischof Richard Trevor den Satz Gemälde von Jakob und seinen zwölf Söhnen von Francisco de Zubarán, die heute noch im langen Speisezimmer hängen. Möglicherweise waren die Gemälde aus dem 17. Jahrhundert für Südamerika gedacht. Sie erreichten aber nie ihr geplantes Ziel und kamen schließlich in den Besitz von James Mendez, der zwölf der dreizehn an Bischof Trevor zum Preis von £ 125 verkaufte.
Bischof Trevor konnte sich leider das 13. Porträt, Benjamin, nicht sichern. Es wurde separate an den Duke of Ancaster verkauft und hängt im Grimsthorpe Castle in Lincolnshire. Bischof Trevor beauftragte Arthur Pond, eine Kopie dieses Gemäldes anzufertigen. Diese hängt heute zusammen mit den zwölf Originalen im langen Speisezimmer des Schlosses, den Bischof Trevor speziell für diesen Zweck umbauen ließ.
Shute Barrington, Bischof von Durham von 1791 bis 1826, beauftragte den bekannten Architekten James Wyatt, die ungleiche Architektur des Palastes Ende des 18. Jahrhunderts anzupassen, auch seinen Thronsaal und den Gartenschirm. 1832 wurde Auckland Castle der einzige episkopale Sitz des Bischofs von Durham, als William van Mildert, der letzte Fürstbischof, Durham Castle zur Gründung der University of Durham aufgab.

## In Literatur und Fernsehen
In Auckland Castle fanden 2006 zwei Episoden der BBC-Fernsehserie Antiques Roadshow statt. Auch Lewis Carrolls Geschichte A Legend of Scotland spielt dort. Der „Scotland Wing“ heißt so, weil dort einst schottische Kriegsgefangene untergebracht wurden.

## Bemerkenswerte Gebäude und Einrichtungen
| Foto | Name                                      | Listung als | Koordinaten                     | Bemerkungen                                                                                | EN            |
| ---- | ----------------------------------------- | ----------- | ------------------------------- | ------------------------------------------------------------------------------------------ | ------------- |
|      | Auckland Castle                           | Grad I      | 54° 39′ 59″ N, 1° 40′ 12,7″ W   | Vermutlich im 12. Jahrhundert begonnen und im 13. Jahrhundert fertiggestellt.              | [ 13 ]        |
|      | Westlicher Mauerturm und westliche Mauern | Grad I      | 54° 39′ 58,7″ N, 1° 40′ 21″ W   | Erste Mauer im 14. Jahrhundert;                                                            | [ 14 ]        |
|      | Torhaus                                   | Grad I      | 54° 39′ 56,5″ N, 1° 40′ 16,3″ W | Erbaut von Sir Thomas Robinson 1760 für Fürstbischof Trevor.                               | [ 15 ]        |
|      | Kapelle St. Peter                         | Grad I      | 54° 40′ 0,8″ N, 1° 40′ 11,6″ W  | Erbaut als Rittersaal um 1190, fertiggestellt 1249 und 1661–1665 in eine Kapelle umgebaut. | [ 16 ]        |
|      | Gartenschirm                              | Grad I      | 54° 39′ 58,3″ N, 1° 40′ 11,3″ W | Erbaut von James Wyatt um 1795 für Fürstbischof Barrington.                                | [ 17 ]        |
|      | Rehschutz                                 | Grad I      | 54° 40′ 7″ N, 1° 39′ 59,8″ W    | Erbaut um 1760.                                                                            | [ 18 ]        |
|      | Lodge                                     | Grad I      | 54° 39′ 56,2″ N, 1° 40′ 15,6″ W | im 17. Jahrhundert erbaut.                                                                 | [ 19 ]        |
|      | 11, Market Place                          | Grad II*    | 54° 39′ 55,8″ N, 1° 40′ 17,4″ W | Erbaut Anfang des 19. Jahrhunderts, frühere Adresse: 18, Castle Square.                    | [ 30 ]        |
|      | 15 & 16, Market Place                     | Grad II     | 54° 39′ 56,9″ N, 1° 40′ 17,8″ W | Torhäuser des Parks aus dem 18. Jahrhundert.                                               | [ 31 ]        |
|      | 17 & 18, Market Place                     | Grad II     | 54° 39′ 56,9″ N, 1° 40′ 18,5″ W | Erbaut Anfang des 18. Jahrhunderts.                                                        | [ 32 ]        |
|      | 12, Market Place                          | Grad II     | 54° 39′ 56,2″ N, 1° 40′ 16,7″ W | Erbaut Anfang des 18. Jahrhunderts, frühere Adresse: 19, Castle Square.                    | [ 33 ]        |
|      | 2 & 3, Castle Square                      | Grad II     | 54° 39′ 58,3″ N, 1° 40′ 17,4″ W | Mittelalterlicher Zweck unbekannt, später Pfründehaus, dann Remise.                        | [ 34 ]        |
|      | Westcott Lodge                            | Grad II     | 54° 39′ 57,6″ N, 1° 40′ 16,7″ W | Erbaut Anfang des 18. Jahrhunderts.                                                        | [ 35 ]        |
|      | Sechs Säulen                              | Grad II     | 54° 39′ 58,3″ N, 1° 40′ 20,3″ W | Vermutlich Heustadel aus dem 17. Jahrhundert.                                              | [ 37 ]        |
|      | Garten- und Auffahrtsmauern               | Grad II     | 54° 39′ 56,9″ N, 1° 40′ 12,4″ W | Erbaut im 18. Und 19. Jahrhundert, Geländer im 19. Jahrhundert hinzugefügt.                | [ 38 ]        |
|      | Jock’s Bridge                             | Grad II     | 54° 40′ 15,6″ N, 1° 40′ 9,8″ W  | Erbaut 1819, bildet die Parkmauer.                                                         | [ 39 ]        |
|      | Trevor’s Bridge                           | Grad II     | 54° 40′ 14,2″ N, 1° 40′ 4,4″ W  | Erbaut 1757;                                                                               | [ 40 ]        |
|      | Eishaus                                   | Grad II     | 54° 40′ 14,5″ N, 1° 40′ 1,9″ W  | Vermutlich erbaut Ende des 18. Jahrhunderts.                                               | [ 41 ]        |
|      | Fußgängerbrücke über den Coundon Burn     | Grad II     | 54° 40′ 18,1″ N, 1° 40′ 1,2″ W  | Erbaut Mitte des 18. Jahrhunderts.                                                         | [ 42 ]        |
|      | Fußgängerbrücke über den Coundon Burn     | Grad II     | 54° 40′ 19,6″ N, 1° 39′ 50″ W   | Erbaut 1827.                                                                               | [ 43 ]        |
|      | Fußgängerbrücke über den Coundon Burn     | Grad II     | 54° 40′ 17″ N, 1° 39′ 41″ W     | Erbaut im 18. Jahrhundert.                                                                 | [ 44 ]        |
|      | Puteal                                    | Grad II     | 54° 40′ 20,6″ N, 1° 39′ 31,7″ W | 2 m hohe Pyramide, Teil der Wasserversorgung des Schlosses aus dem 18. Jahrhundert.        | [ 45 ] [ 46 ] |
|      | Zisterne                                  | Grad II     | 54° 40′ 21,7″ N, 1° 39′ 24,1″ W | Teil der Wasserversorgung des Schlosses aus dem 18. Jahrhundert.                           | [ 47 ] [ 48 ] |
|      | Meilenstein an der Schlossauffahrt        | Grad II     | 54° 40′ 26,4″ N, 1° 39′ 23,4″ W | 18. Jahrhundert.                                                                           | [ 49 ]        |
|      | Parktore und Gartenschirm                 | Grad II     | 54° 40′ 26,8″ N, 1° 38′ 38″ W   | Erbaut Ende des 18. Jahrhunderts.                                                          | [ 50 ]        |
|      | Bauernhauslodge                           | Grad II     | 54° 40′ 37,2″ N, 1° 39′ 48,6″ W | Erbaut 1779 für Fürstbischof Egerton.                                                      | [ 51 ]        |
|      | Ställe und Schober der Bauernhauslodge    | Grad II     | 54° 40′ 37,2″ N, 1° 39′ 49,7″ W | Erbaut 1779.                                                                               | [ 52 ]        |
|      | Ställe und Schober der Bauernhauslodge    | Grad II     | 54° 40′ 36,8″ N, 1° 39′ 47,5″ W | Erbaut 1779.                                                                               | [ 53 ]        |